# École d'économie de Paris
École d'économie de Paris (engelska: Paris School of Economics) är en fransk institution för forskning- och utbildning i nationalekonomi. Verksamheten som grundades den 21 december 2006 är ett samarbete mellan ett antal franska universitet med verksamhet i Paris, där man samlat bland annat doktorandutbildning och de olika forskningscentra som tidigare funnits utspridda vid olika institutioner. Thomas Piketty var verksam som rektor (franska: directeur) under tre år i samband med skolans grundande, men återgick 2007 till nationalekonomisk forskning.

## Nationalekonomisk utbildnings- och forskningsinstitution
Skolan använder parallellt med det franska namnet även det engelskspråkiga namnet "Paris School of Economics", vilket anspelar på den välrenommerade London School of Economics. London School of Economics är dock ett fullständigt fackuniversitet med utbildning och forskning inom både nationalekonomi och andra samhällsvetenskapliga discipliner, medan skolan i Paris är mer specialiserad och inte bedriver någon egen grundutbildning. Namnet får också särskiljas mot Handelshögskolan i Stockholm, vilken använder sig av det engelskspråkiga namnet "Stockholm School of Economics", trots att man är just en handelshögskola (engelska: business school, franska: école de commerce) vilket inte motsvarar inriktningen i vare sig London eller Paris.
École d'économie de Paris rankas som en av de främsta nationalekonomiska utbildnings- och forskningsinstitutionerna i världen enligt RePec.

### Forskningscentra
En stor del av forskningen vid École d'économie de Paris bedrivs vid de olika forskningscentra som ingår i organisqationen. Dessa utgör i sig samarbeten mellan de grundande universiteten och institutionerna.
- Paris-Jourdan sciences économiques (CNRS, EHESS, Ecole des Ponts ParisTech, och ENS)
- Centre d’économie de la Sorbonne (CNRS och Université Panthéon-Sorbonne)
- Laboratoire d’économie appliquée (Tidigare del av INRA, men numera en integrerad del av Paris-Jourdan.)
- Centre Maurice Halbwachs (CNRS och EHESS-ENS)

### Utbildningar
Skolan erbjuder utbildning i nationalekonomi för doktorander, masterstudenter och för internationella utbytesstudenter. För masterstudenter är utbildningen indelad i tre program:
- Analyse et Politique Economiques (engelska: Analysis and Policy in Economics)
- Economie Théorique et Empirique (engelska: Theory and Empirical Methods in Economics)
- Politiques Publiques et Développement (engelska: Public Policy and Development)

Programmen utgör en rekryteringsgrund för doktorandutbildningen, och inom de olika programmen deltar fler universitet och högskolor som samarbetspartners än de som är grundare till och aktivt driver École d'économie de Paris.

## Samarbetande universitet och institutioner
École d'économie de Paris bildades av och får sina resurser från följande universitet och institutioner:
- Centre national de la recherche scientifique (CNRS)
- École des hautes études en sciences sociales (EHESS)
- École nationale des ponts et chaussées (École nationale des ponts ParisTech)
- École normale supérieure (ENS)
- Institut national de la recherche agronomique (INRA)
- Université Panthéon-Sorbonne (Université Paris 1 Panthéon-Sorbonne)

Skolan i sig samarbetar även med andra externa universitet som New York University och UC Berkley. Ytterligare universitet och högskolor som partners finns inom de tre olika masterutbildningarna, exempelvis förvaltningshögskolan ENSAE ParisTech, handelshögskolan HEC Paris, Universitat Autònoma de Barcelona, Bielefelds universitet och Università Ca' Foscari Venezia.